# جيمس فليت
جيمس إدوارد فليت (ولد في 11 مارس 1952) هو ممثل بريطاني. وهو مشهور بأدواره باعتباره توم المتعثر وحسن النية في فيلم الكوميديا الرومانسية البريطانية لعام 1994 أربع زيجات وجنازة (فيلم) و هوغو هورتون اللطيف ، في المسلسل التلفزيوني الهزلي نائب ديبلي BBC .

## النشأة
ولد جيمس في بيلستون ، ستافوردشاير ،   لأم اسكتلندية ، كريستين ، وأب إنجليزي ، جيم. عاش في بيلستون حتى كان في العاشرة من عمره ، ولكن عندما مات والده ، انتقل إلى أبردينشاير مع والدته.  درس الهندسة في جامعة أبردين ، حيث انضم إلى المجتمع الدرامي الجامعي.  بعد ذلك ، درس في الأكاديمية الملكية الاسكتلندية للموسيقى والدراما في غلاسكو.

## روابط خارجية
- جيمس فليت على موقع IMDb (الإنجليزية)
- جيمس فليت على موقع قاعدة بيانات الأفلام العربية
- جيمس فليت على موقع ألو سيني (الفرنسية)
- جيمس فليت على موقع ميوزك برينز (الإنجليزية)
- جيمس فليت على موقع أول موفي (الإنجليزية)
- جيمس فليت على موقع قاعدة بيانات الأفلام السويدية (السويدية)
- جيمس فليت على موقع قاعدة بيانات الفيلم (الإنجليزية)
- جيمس فليت على موقع كينوبويسك (الروسية)
- [http://www.imdb.com/name/nm0281424/ James Fleet

] في قاعدة بيانات الأفلام على الإنترنت